# Kellé
Kellé est une localité et une commune rurale du Niger, département de Gouré, région de Zinder. 

## Géographie
La localité de Kellé est située à 37 km au nord du chef-lieu départemental Gouré.
| Alakoss | Tesker | Tesker      |
| Alakoss | Kellé  | Tesker      |
| Gamou   | Gouré  | Goudoumaria |

## Histoire
La commune rurale de Kellé instaurée en 2002 est issue du canton de Kellé-Koutous. 

## Population
Lors du recensement général de 2012, la population communale est relevée à 74 425 habitants, dont 1 799 habitants pour la localité principale.

## Localités
La commune s'étend sur 71 villages, 166 hameaux, 15 camps et deux points d'eau au nord du département de Gouré.

## Services et infrastructures
- Centre de Santé Intégré (CSI) à Kellé, Boudjouri, Boultoumfoutem, Gadjamni et Kringuim[5].
- Centre d'enseignement secondaire (CES/MSMT) Maï Saley Maï Tchoulloum à Kellé, collège d'enseignement général à  Gazamni et Kringuim, internat des jeunes filles du CES de Kellé (1er  du pays), Maison du paysan, Radio communautaire "AOULAYE", Centre de formation des métiers (CFM) à Kellé.

La commune compte une dizaine de marché hebdomadaires dont les plus importants sont: Boultoum, Kringuim, Madja, Gazamni, Guiskil, Kangama....